# Manifold Garden
Manifold Garden je logická videohra z roku 2019 vyvinutá studiem vedeným americkým umělcem Williamem Chyrem. Hráč v ní prochází abstraktní sérií struktur, které se zdánlivě opakují donekonečna, a řeší přitom řadu hlavolamů. Hra byla vydána pro Windows, macOS a iOS 18. října 2019. Porty pro PlayStation 4, Nintendo Switch a Xbox One byly vydány 18. srpna 2020. Vylepšená verze hry byla vydána pro Xbox Series X a Series S jako launch titul 10. listopadu 2020 a pro PlayStation 5 20. května 2021.

## Hratelnost

V Manifold Garden se herní prostředí opakuje takovým způsobem, že když hráč spadne z plošiny, dopadne do další instance stejné struktury

Hra se odehrává ve „vesmíru s odlišným souborem fyzikálních zákonů“, kde hráč může manipulovat s gravitací a být schopen „proměnit stěny v podlahy“. Hráč musí ve hře pomocí geometrie světa a prvků jeho architektury řešit hlavolamy. Pro lepší orientaci se tón světa zbarví do jedné ze šesti barev v závislosti na tom, kterým směrem hráč manipuloval s gravitací. S některými aspekty herního světa lze interagovat pouze tehdy, když je gravitace orientována přímo, přičemž tyto objekty jsou obarveny jednou ze šesti barev.
Herní svět se často zdánlivě opakuje donekonečna do všech směrů. Mnoho hlavolamů proto vyžaduje, aby hráč skočil z římsy ze spodní části stavby, aby se dostal na vrchol další instance této stavby níže. Pozdější hlavolamy zahrnují pěstování stromů a dalších přírodních prvků, které vnášejí život do „sterilního“ světa.

## Vývoj
Tvůrce William Chyr měl vášeň pro velkoformátová umělecká díla a dříve byl známý svými masivními balónovými sochami. Když se rozhodl změnit směr své tvorby, zjistil, že jiné umělecké formy byly neúnosně nákladné a tak se rozhodl přejít k videohrám, kde žádná prostorová omezení nejsou. Práce na hře začala v listopadu 2012. Chyr chtěl vytvořit logickou hru, kterou by bylo možné jako hráč skutečně dokončit. Sám totiž po odehrání hry The Witness zjistil, že v ní přehlédl celou jednu sekci hlavolamů.
Hra byla původně známá pod názvem Relativity, podle litografie Relativita od M. C. Eschera, na které byla založena. Později byla znovu představena jako Manifold Garden. Chyr poznamenal, že někteří hru označují za odehrávající se v neeuklidovské geometrii, ale zdůrazňuje, že Manifold Garden používá „nemožnou geometrii“ v euklidovském prostoru a využívá metodu wrapování světa v 3D prostoru, aby se jevil jako nekonečný. To často vyžadovalo vykreslování více než 500krát většího počtu geometrických prvků, než kolik by poskytl běžný 3D engine. Herní engine dále podporuje použití a vykreslování neeuklidovských portálů, přičemž hráč je schopen vidět skrz portál do jiné úrovně a to i s možnou rekurzí, pokud jsou v dohledu další portály. Chyr připisuje schopnosti enginu svému grafickému programátorovi Arthurovi Brusseeovi.
Klíčovou součástí Chyrova návrhu hry bylo vynechat jakékoli explicitní instrukce a použít úvodní hlavolam k vysvětlení herní mechaniky. Ten vyžaduje, aby hráč k aktivaci tlačítka na druhé straně propasti skočil do ní a přistál na druhé straně. Jeho tým už brzy zjistil, že testeři byli při procházení různými úrovněmi v kombinaci s proměnlivou gravitací často zmateni. Aby tomu pomohli, navrhli každou úroveň tak, aby vypadala zvenčí jedinečně. Díky tomu by hráči pak mohli okamžitě rozpoznat prostředí a strategicky využít okna a další prvky viditelnosti, aby si vytvořili představu o referenčním bodu vzhledem k gravitaci. Chyr strávil během vývoje hry přibližně 2000 hodin profesionálním testováním, aby se ujistil, že se hráči dokážou v herním světě orientovat a řešit hlavolamy.
Chyr na hře pracoval první tři roky, přibližně do roku 2015, sám. Poté k sobě přibral další vývojáře, aby mu pomohli hru dokončit. V této době se začal obávat možné „indiepokalpsy“ a nebyl si jistý, zda bude hra Manifold Garden dokončena. V dubnu 2018, pět let od počátku vývoje hry, Chyr uvedl, že po vydání Manifold Garden možná přestane s vývojem her, protože umělecké hry nejsou finančně udržitelné. Odhadoval, že aby byla hra úspěšná a ne finančně „úplná katastrofa“, muselo by se prodat alespoň 40 000 kopií. Uvedl, že nedostatek zkušeností ho stál rok nebo dva vývoje a že celková doba byla prodloužena rozsahem hry, který byl realisticky tak velký, že vyžadoval tři vývojáře. V té době on ani ostatní vývojáři hry nepobírali plat nad rámec životních nákladů, aby maximalizovali množství financování, které byli schopni získat. Někdy před vydáním podepsal Chyr roční exkluzivní smlouvu s Epic Games Store a také se společností Apple Inc., která pomohla financovat dokončení hry a také ji provést obdobím po vydání.
Inspirací pro hru byly videohry Starseed Pilgrim, Antichamber, Infinifactory, Portal, Fez a The Witness. Chyr se inspiroval také filmy Inception, Blade Runner a 2001: Vesmírná odysea, knihami House of Leaves od Marka Z. Danielewského a Blame! od Cutomu Nihei a architekturou Franka Lloyda Wrighta a Tadao Anda. Hra byla také zamýšlena jako metafora pro posledních 400 let fyzikálních objevů.
Hra byla vydána 18. října 2019 pro Microsoft Windows, macOS a pro zařízení iOS prostřednictvím Apple Arcade. Porty pro Nintendo Switch, PlayStation 4 a Xbox One byly vydány 18. srpna 2020. Vylepšená verze hry byla vydána pro Xbox Series X a Series S jako launch titul 10. listopadu 2020 a pro PlayStation 5 20. května 2021.

## Přijetí
| Agregátor  | Skóre                                          |
| ---------- | ---------------------------------------------- |
| Metacritic | PC: 85/100 NS: 75/100 PS4: 81/100 XONE: 88/100 |

| Udělil         | Skóre      |
| -------------- | ---------- |
| Destructoid    | 8.5/10     |
| Edge           | 8/10       |
| Eurogamer      | Nezbytnost |
| GameSpot       | 9/10       |
| Hardcore Gamer | 4/5        |
| PC Gamer (US)  | 85/100     |
| Push Square    | 7/10       |

Podle agregátoru recenzí Metacritic získala hra Manifold Garden „obecně příznivé recenze“. Philippa Warr z Rock Paper Shotgun nazvala hru „krásně hypnotickou“. Nathan Grayson z Kotaku nazval hru „neuvěřitelně krásnou“ a „sakra cool“ a poznamenal, že měl ze hry „v hlavě galimatyáš“. Christian Donlan z Eurogamer označil Manifold Garden za „Eurogamer Nezbytnost“ a chválil jeho design hlavolamů, protože při jejich řešení „zjevení nejsou vůbec špatná. Jsou překvapivě častá, ale každé z nich něco představuje, trochu více porozumění, trochu více pokroku, nový způsob pohledu na svět, který byl doposud zastřen.“ Nicole Carpenter z Polygon nazvala hru „surrealistickým mistrovským dílem“ a také příznivě komentovala design hlavolamů s tím, že „Často mám pocit, že nemám tušení, co dělám, ale nikdy se necítím skleslá nebo tím zmatkem znepokojená.“

### Ocenění a nominace
| Rok  | Cena                                  | Kategorie                    | Výsledek | Ref.   |
| ---- | ------------------------------------- | ---------------------------- | -------- | ------ |
| 2020 | Pocket Gamer Mobile Games Awards      | Hra roku                     | nominace | [ 28 ] |
| 2020 | Pocket Gamer Mobile Games Awards      | Nejlepší audiovizuální výkon | nominace | [ 28 ] |
| 2020 | 20. ročník cen Game Developers Choice | Nejlepší debut               | nominace | [ 29 ] |
| 2020 | Ceny Independent Games Festival       | Nejlepší zvuk                | nominace | [ 30 ] |
| 2020 | 16. ročník cen British Academy Games  | Debutová hra                 | nominace | [ 31 ] |